# Christiane Mercelis
Christiane Mercelis (ur. 5 października 1931, zm. 14 czerwca 2024) – belgijska tenisistka, zwyciężczyni wielkoszlemowego turnieju juniorskiego.
Reprezentantka Belgii w Pucharze Federacji w latach 1963–1964 oraz 1966–1969. Była najstarszą belgijską tenisistką występującą w Pucharze Federacji, miała 37 lat i 226 dni.
W erze open tylko raz grała w seniorskim turnieju wielkoszlemowym, w 1968 w Wimbledonie; swój występ zakończyła na pierwszej rundzie. Przed okresem ery open występowała na kortach wielkoszlemowych w Paryżu i Londynie.